# 맥쿨에서의 하룻밤
《맥쿨에서의 하룻밤》(영어: One Night at McCool's)은 미국에서 제작된 하랄 즈바르트 감독의 2001년 네오누아르 블랙 코미디 영화이다. 리브 타일러, 맷 딜런 등이 출연하였고, 마이클 더글러스 등이 제작에 참여하였다.

## 줄거리
주얼이란 사기꾼 여성과 엮인 세 남성이 같은 사건을 각자의 입장에서 서술한다.

## 출연
- 리브 타일러
- 맷 딜런
- 존 굿맨
- 폴 라이저
- 마이클 더글러스
- 리처드 젱킨스
- 리바 매킨타이어
- 앤드루 다이스 클레이
- 안드레이아 벤더월드
- 리오 로시
- 샌디 마틴
- 헬렌 헌트 (삭제분)

## 기타 제작진
- 협력 제작: 베슬레뫼위 루드 즈바르트
- 배역: 주얼 베스트럽, 진 매카시
- 미술: 존 게리 스틸
- 의상: 엘런 미로지닉